# NGC 3113
NGC 3113 este o hi (21cm) source⁠(d) situată în constelația Mașina Pneumatică. A fost descoperită în 5 februarie 1837 de către John Herschel. Se află la o distanță de 14,72 megaparseci de Pământ.